# فرخ يسار
فاروخ يسار (بالفارسية: فرخ یسار) كان آخر شيرفانشاه مستقل من شيروان (1465–1500). في عام 1500، تمكن الحاكم الصفوي الأول، إسماعيل الأول، من هزيمة وقتل فاروخ يسار أثناء غزوه للمنطقة. استمر أحفاد فاروخ يسار في حكم شيروان تحت السيادة الصفوية، حتى عام 1538، عندما عين ابن إسماعيل وخليفته طهماسب الأول (حكم من 1524 إلى 1576) أول حاكم صفوي لها، وجعلها مقاطعة صفوية تعمل بكامل طاقتها.